# Sembalun Bumbung
Sembalun Bumbung is een bestuurslaag in het regentschap Oost-Lombok van de provincie West-Nusa Tenggara, Indonesië. Sembalun Bumbung telt 5779 inwoners (volkstelling 2010).